# Корениця (Хорватія)
Корениця (хорв. Korenica) — містечко в Хорватії, на північному сході Ліки, адміністративний центр громади Плитвицькі озера Ліцько-Сенської жупанії. У комуністичній Югославії називалося «Тітова Корениця» на честь югославського вождя Тіто.
Населене сербами і хорватами, у тому числі хорватами з Боснії, які переселилися в Хорватію після хорватської війни за незалежність. За даними перепису 2011 р., місто налічувало 1 766 жителів..

## Історія
До 1918 року — у складі Австрійської монархії: у Ліцько-Крбавській жупанії Королівства Хорватія і Славонія, а після компромісу 1867 — на території хорватської військової границі. 1862 року у містечку відкрито поштове відділення.
У 1941-1945 рр. була центром району (котарської області) у складі великої жупи Ліка-Гацька фашистської Незалежної Держави Хорватії.

## Населення
Загальну динаміку зміни чисельності жителів села у хронологічному порядку відображено в нижченаведеній таблиці:
| Кількість населення за роками | Кількість населення за роками | Кількість населення за роками | Кількість населення за роками | Кількість населення за роками | Кількість населення за роками | Кількість населення за роками | Кількість населення за роками | Кількість населення за роками | Кількість населення за роками | Кількість населення за роками | Кількість населення за роками | Кількість населення за роками | Кількість населення за роками | Кількість населення за роками | Кількість населення за роками |
| ----------------------------- | ----------------------------- | ----------------------------- | ----------------------------- | ----------------------------- | ----------------------------- | ----------------------------- | ----------------------------- | ----------------------------- | ----------------------------- | ----------------------------- | ----------------------------- | ----------------------------- | ----------------------------- | ----------------------------- | ----------------------------- |
| 1857                          | 1869                          | 1880                          | 1890                          | 1900                          | 1910                          | 1921                          | 1931                          | 1948                          | 1953                          | 1961                          | 1971                          | 1981                          | 1991                          | 2001                          | 2011                          |
| 1947                          | 4628                          | 4067                          | 324                           | 298                           | 352                           | 333                           | 441                           | 304                           | 339                           | 496                           | 829                           | 1299                          | 1716                          | 1570                          | 1766                          |

Національний склад станом на 1991 рік:
| Перепис 1991   | Перепис 1991 | Перепис 1991 | Перепис 1991 | Перепис 1991 |
| -------------- | ------------ | ------------ | ------------ | ------------ |
| Національність |              |              |              | %            |
| серби          | серби        |              | 88,51        | 88,51        |
| югослави       | югослави     |              | 4,89         | 4,89         |
| хорвати        | хорвати      |              | 2,85         | 2,85         |
| албанці        | албанці      |              | 0,23         | 0,23         |
| босняки        | босняки      |              | 0,17         | 0,17         |
| італійці       | італійці     |              | 0,11         | 0,11         |
| угорці         | угорці       |              | 0,11         | 0,11         |
| чорногорці     | чорногорці   |              | 0,05         | 0,05         |
| словенці       | словенці     |              | 0,05         | 0,05         |
| невизначені    | невизначені  |              | 0,87         | 0,87         |
| невідомо       | невідомо     |              | 2,09         | 2,09         |
| всього: 1716   |              |              |              |              |

Більшість мешканців живуть із сільського господарства чи туризму і здебільшого працюють у Національному парку Плитвицькі озера.

## Клімат
Середня річна температура становить 7,11 °C, середня максимальна – 20,91 °C, а середня мінімальна – -8,29 °C. Середня річна кількість опадів – 1388 мм.
| Клімат поселення                              | Клімат поселення | Клімат поселення | Клімат поселення | Клімат поселення | Клімат поселення | Клімат поселення | Клімат поселення | Клімат поселення | Клімат поселення | Клімат поселення | Клімат поселення | Клімат поселення | Клімат поселення |
| Показник                                      | Січ.             | Лют.             | Бер.             | Квіт.            | Трав.            | Черв.            | Лип.             | Серп.            | Вер.             | Жовт.            | Лист.            | Груд.            |                  |
| Середній максимум, °C                         | 4,89             | 5,58             | 8,61             | 12,64            | 17,52            | 20,83            | 20,91            | 20,48            | 16,62            | 12,24            | 7,14             | 3,24             |                  |
| Середня температура, °C                       | −1,7             | −1               | 2,02             | 6,05             | 10,94            | 14,24            | 16,60            | 16,17            | 12,31            | 7,92             | 2,83             | −1,07            |                  |
| Середній мінімум, °C                          | −8,29            | −7,6             | −4,57            | −0,54            | 4,34             | 7,65             | 12,29            | 11,86            | 7,99             | 3,61             | −1,49            | −5,38            |                  |
| Норма опадів, мм                              | 96               | 101              | 106              | 120              | 106              | 108              | 79               | 93               | 130              | 145              | 168              | 136              |                  |
| Середньомісячна швидкість вітру, м/с          | 2.26             | 2.38             | 2.60             | 2.50             | 2.32             | 2.06             | 2.02             | 1.92             | 2.02             | 2.21             | 2.41             | 2.50             |                  |
| Середньомісячна сонячна радіація, кДж/м²·день | 4592             | 7282             | 10707            | 15107            | 19102            | 21114            | 22822            | 19666            | 14556            | 9479             | 5082             | 3879             |                  |
| --------------------------------------------- | ---------------- | ---------------- | ---------------- | ---------------- | ---------------- | ---------------- | ---------------- | ---------------- | ---------------- | ---------------- | ---------------- | ---------------- | ---------------- |
| Джерело:                                      |                  |                  |                  |                  |                  |                  |                  |                  |                  |                  |                  |                  |                  |

## Галерея

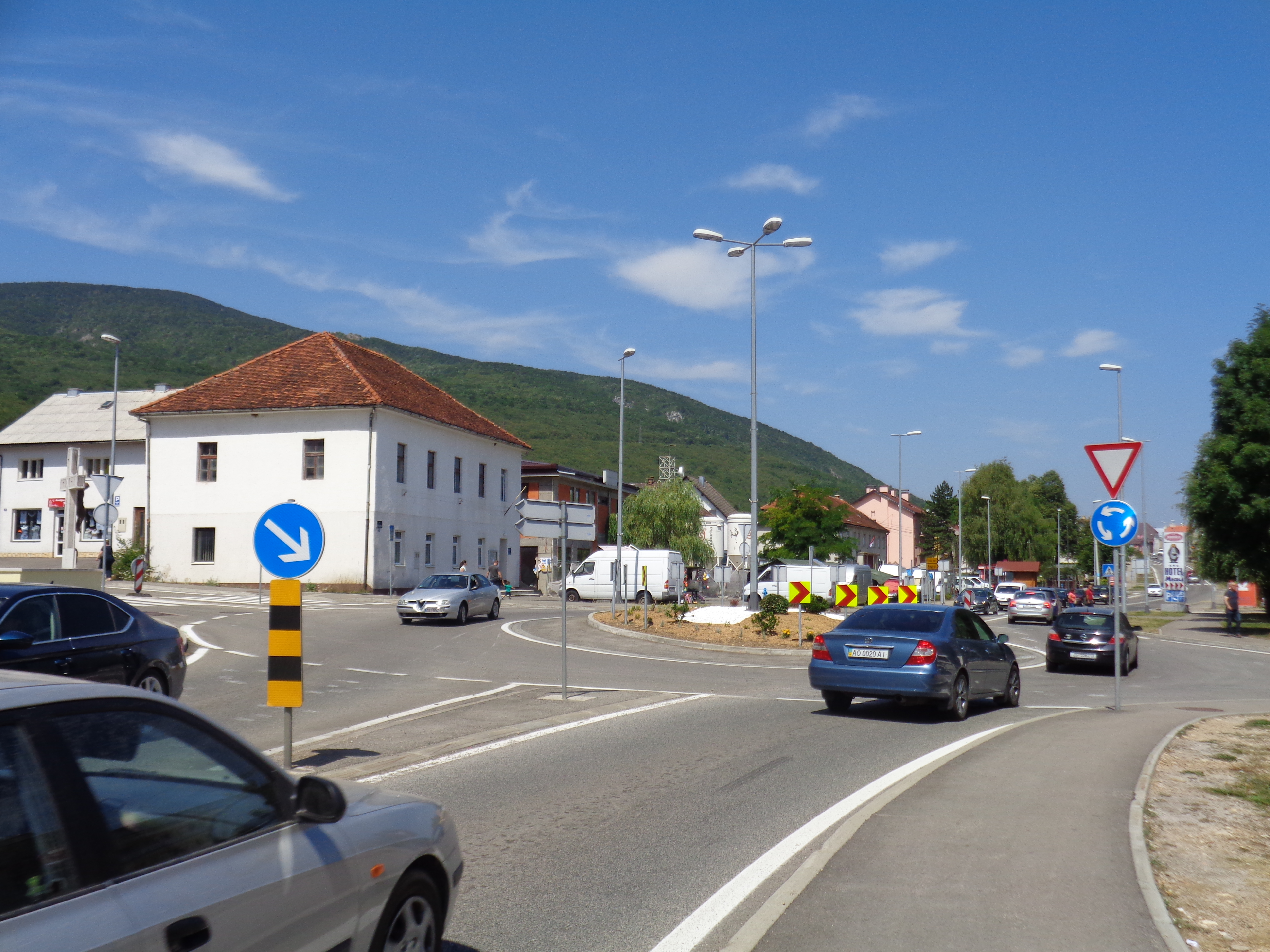
Кругове перехрестя
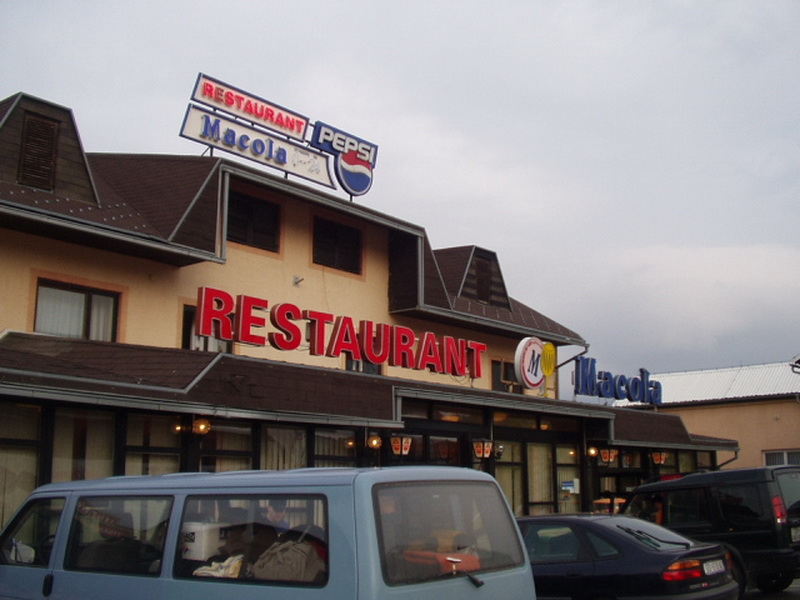
Ресторан
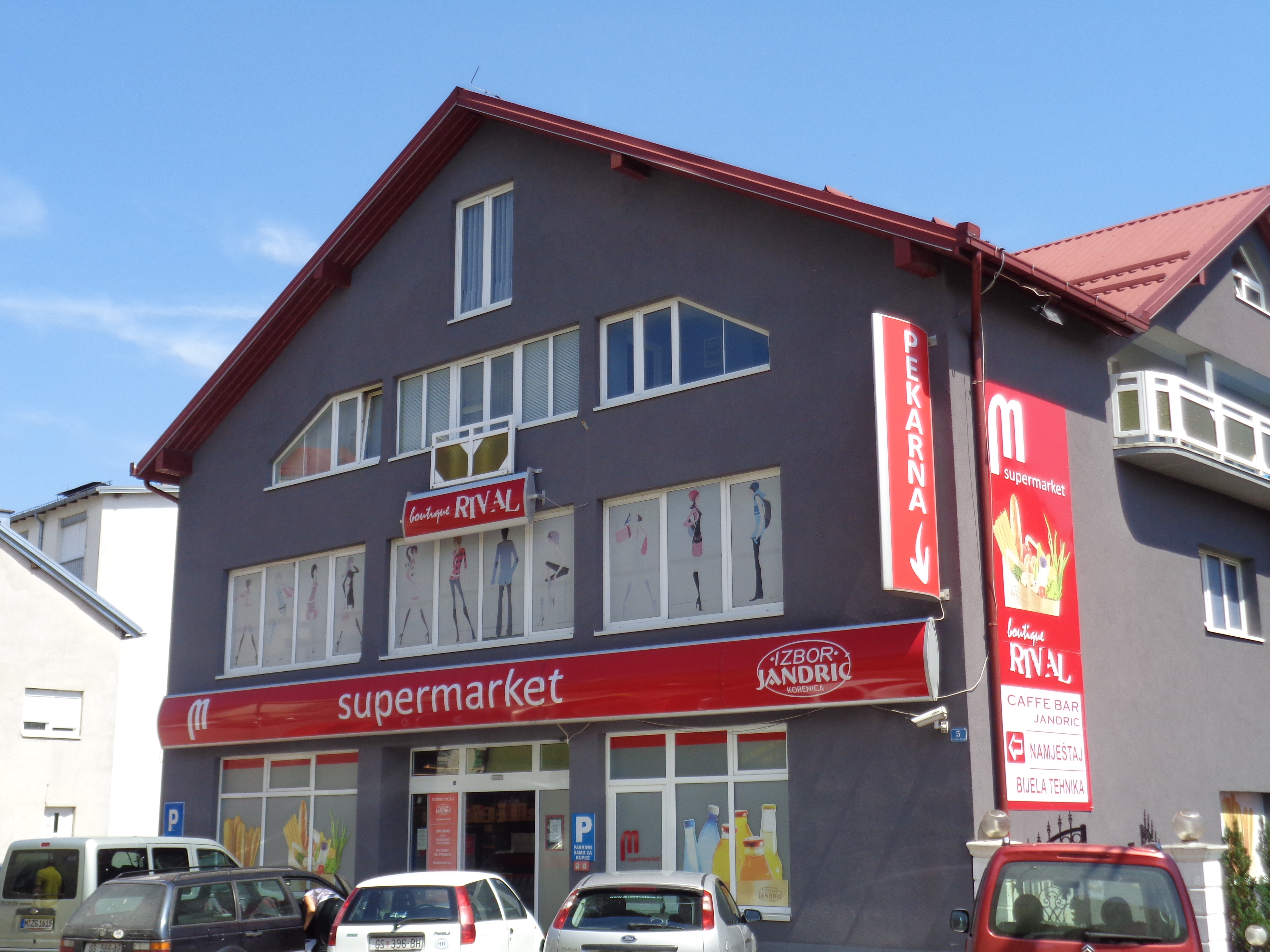
Супермаркет